# Julián Martínez Crisanto
José Julián Martínez Crisanto (La Ceiba, Atlántida, Honduras; 1 de diciembre de 2003) es un futbolista hondureño. Juega como defensa y su actual club es el F. C. Alverca de la Primeira Liga.

## Selección nacional

### Categorías inferiores

#### Participaciones en Copas del Mundo
| Mundial                | Sede      | Resultado      | Partidos | Goles |
| ---------------------- | --------- | -------------- | -------- | ----- |
| Mundial Sub-20 de 2023 | Argentina | Fase de grupos | 1        | 0     |

#### Participaciones en Juegos Panamericanos
| Torneo                       | Sede  | Resultado     | Partidos | Goles |
| ---------------------------- | ----- | ------------- | -------- | ----- |
| Juegos Panamericanos de 2023 | Chile | Séptimo lugar | 4        | 0     |

## Estadísticas

### Clubes
Actualizado al último partido disputado el 26 de mayo de 2025.
| Club                   | Div.          | Temporada     | Liga  | Liga  | Copas nacionales | Copas nacionales | Copas internacionales | Copas internacionales | Total | Total |
| Club                   | Div.          | Temporada     | Part. | Goles | Part.            | Goles            | Part.                 | Goles                 | Part. | Goles |
| ---------------------- | ------------- | ------------- | ----- | ----- | ---------------- | ---------------- | --------------------- | --------------------- | ----- | ----- |
| C. D. Olimpia Honduras | 1.ª           | 2022-23       | 6     | 0     | ―                | ―                | ―                     | ―                     | 6     | 0     |
| C. D. Olimpia Honduras | 1.ª           | 2023-24       | 39    | 0     | ―                | ―                | 2                     | 0                     | 41    | 0     |
| C. D. Olimpia Honduras | 1.ª           | 2024-25       | 37    | 2     | ―                | ―                | 3                     | 0                     | 40    | 2     |
| C. D. Olimpia Honduras | Total club    | Total club    | 82    | 2     | 0                | 0                | 5                     | 0                     | 87    | 2     |
| F. C. Alverca Portugal | 1.ª           | 2025-26       | 0     | 0     | ―                | ―                | ―                     | ―                     | 0     | 0     |
| F. C. Alverca Portugal | Total club    | Total club    | 0     | 0     | 0                | 0                | 0                     | 0                     | 0     | 0     |
| Total carrera          | Total carrera | Total carrera | 82    | 2     | 0                | 0                | 5                     | 0                     | 87    | 2     |

## Palmarés

### Campeonatos nacionales
| Título          | Club          | País     | Año  |
| --------------- | ------------- | -------- | ---- |
| Torneo Clausura | C. D. Olimpia | Honduras | 2023 |
| Torneo Apertura | C. D. Olimpia | Honduras | 2023 |
| Torneo Clausura | C. D. Olimpia | Honduras | 2024 |
| Torneo Clausura | C. D. Olimpia | Honduras | 2025 |